# Edoné - La sindrome di Eva
Edoné - La sindrome di Eva è un film del 2020 diretto da Matilde Cerlini, Enrica Cortese, Claudio Pauri, Lorenzo Rossi e Filippo Sabarino.

## Trama
Cinque adolescenti partecipano ad una festa proibita. Quando la polizia arriva i cinque scappano e si rifugiano in una casa appartenente ad un'altra epoca.

## Distribuzione
Il film è stato distribuito nelle sale cinematografiche italiane a partire dal 05 novembre 2020.